# Gabriela Pantůčková
Gabriela Pantůčková (* 10. února 1995 Brno) je česká profesionální tenistka. Studovala na základní škole Bakalovo nábřeží 8 (též známé jako "Bakalka") v Brně.
Ve své dosavadní kariéře na okruhu WTA Tour zatím nehrála žádný turnaj. V rámci okruhu ITF získala ke květnu 2019 13 titulů ve dvouhře a 2 ve čtyřhře.
Na žebříčku WTA byla nejvýše ve dvouhře klasifikována v březnu 2017 na 268. místě a ve čtyřhře pak v červenci 2014 na 502. místě.
V roce 2014 byla součástí vítězného týmu České tenisové extraligy.
Na juniorském mezinárodním žebříčku ITF byla ve dvouhře nejvýše postavena v květnu 2013 na 40. příčce.
V roce 2013 se stala vítězkou Pardubické juniorky. Jejími trenéry jsou Libor Němeček a její otec Tomáš Pantůček. Její sestra Magdaléna Pantůčková (*1999) je taktéž nadějná tenistka.
Domovským oddílem je TK Agrofert Prostějov.